# Eulygdia tidzinaria
Eulygdia tidzinaria là một loài bướm đêm trong họ Geometridae.